# HD 51799
HD 51799 är en ensam stjärna belägen i den södra delen av stjärnbilden Akterskeppet. Den har en skenbar magnitud av ca 4,95 och är svagt synlig för blotta ögat där ljusföroreningar ej förekommer. Baserat på parallaxmätning inom Hipparcosuppdraget på ca 3,8 mas, beräknas den befinna sig på ett avstånd på ca 860 ljusår (ca 260 parsek) från solen. Den rör sig bort från solen med en heliocentrisk radialhastighet på ca 22 km/s.

## Egenskaper
HD 51799 är en röd jättestjärna av spektralklass M1 III. Den har en radie som är ca 65 solradier och har ca 2 532 gånger solens utstrålning av energi från dess fotosfär vid en effektiv temperatur av ca 3 800 K.
HD 51799 anses kunna vara en halvregelbunden variabel av typ SRb med skenbar magnitud 4,99 –5,05.